# Cytherideis novazealandiae
Cytherideis novazealandiae is een mosselkreeftjessoort uit de familie van de Cytheridae. De wetenschappelijke naam van de soort is voor het eerst geldig gepubliceerd in 1898 door Brady.